# Javier Aranda (Chef)
Javier Aranda (Villacañas, Toledo, 1987) es un cocinero español propietario del restaurante Gaytán, ubicado en Madrid. Ha recibido una estrella Michelin desde su apertura en 2016.  

## Trayectoria
Nace en Villacañas en el seno de una familia de tradición hostelera. Con 25 años, Aranda recibe el galardón de Cocinero Revelación, premio otorgado por Madrid Fusión.  A los 16 años empezó sus estudios en la Escuela de Hostelería de Toledo.
Se ha formado en El Bohío (Illescas), donde trabajó durante 8 meses de la mano del chef Pepe Rodríguez. Durante los años 2005 y 2009 pasa por restaurantes como Ars Vicendi y Urrechu. Además, se forma también en Santceloni (2009-2011) y es jefe de cocina en Piñera entre 2011 y 2013.
En el año 2013 Javier Aranda abre La Cabra, que consigue una estrella Michelin en 2014. Consiguió otra estrella Michelin con Retama, restaurante ubicado en el hotel La Caminera Club de Campo, en Ciudad Real.  
En junio de 2016 abre Gaytán, que consigue una estrella Michelin en noviembre y otro premio Metrópoli en 2017. 
Participa en el reality de RTVE Masterchef en 2017.

## Reconocimientos
Estrellas Michelin:
2014: La Cabra
2016: Gaytán
2019: Retama
Sol Repsol
2016: La Cabra
2019: Gaytán